# Obrima rinconada
Obrima rinconada là một loài bướm đêm trong họ Erebidae.